# Franciszek Bay-Rydzewski
Franciszek Bay-Rydzewski (ur. 4 października 1884 w Lubaczowie, zm. 21 czerwca 1978 w Opolu) – polski aktor i reżyser teatralny.

## Życiorys
Kształcił się w gimnazjach w Jarosławiu, Przemyślu i Lwowie, a następnie uczęszczał do szkoły teatralnej, prowadzonej przez Franciszka Wysockiego przy Teatrze Miejskim we Lwowie. Tam też debiutował na scenie (1906 lub 1907). W kolejnych latach był członkiem zespołów objazdowych, trudno jednak jednoznacznie ustalić gdzie i kiedy występował (część informacji może dotyczyć jego brata Marcina lub Henryka Rydzewskiego). Według jego własnych relacji, po I wojnie światowej grał w Stanisławowie, Łucku (1924-1925) i Lublinie (1925). Następnie, od 1925 do 1928 roku (najprawdopodobniej) występował w Teatrze Miejskim w Grudziądzu oraz był członkiem objazdowego zespołu aktorów teatrów warszawskich (1929). Kolejne lata spędził w Warszawie (Teatr Komedia Muzyczna 1930), Łodzi (Teatr Popularny 1931-1932), Grodnie (Teatr Miejski 1932-1933), by przenieść się ponownie do Stanisławowa, gdzie występował w Teatrze Pokucko-Podolskim. Miasto to opuścił na sezon 1934/1935, kiedy był członkiem objazdowego zespołu Reduty, a następnie powrócił i aż do wybuchu II wojny światowej grał i reżyserował w objazdowym Teatrze Pokucko-Podolskim, przekształconym następnie na Teatr Małopolski. W 1958 roku zagrał epizodyczną rolę w filmie Dwoje z wielkiej rzeki (reż. Konrad Nałęcki), jednak scena z jego udziałem nie została wykorzystana.
Lata wojny spędził w Stanisławowie, m.in. współpracując z teatrami ukraińskimi (1931-1941 i 1944-1946). Następnie, powróciwszy do Polski, osiadł w Opolu, gdzie aż do 1970 roku występował i reżyserował w Teatrze Ziemi Opolskiej (późniejszy Teatr im. Jana Kochanowskiego).